# Chọi nhện

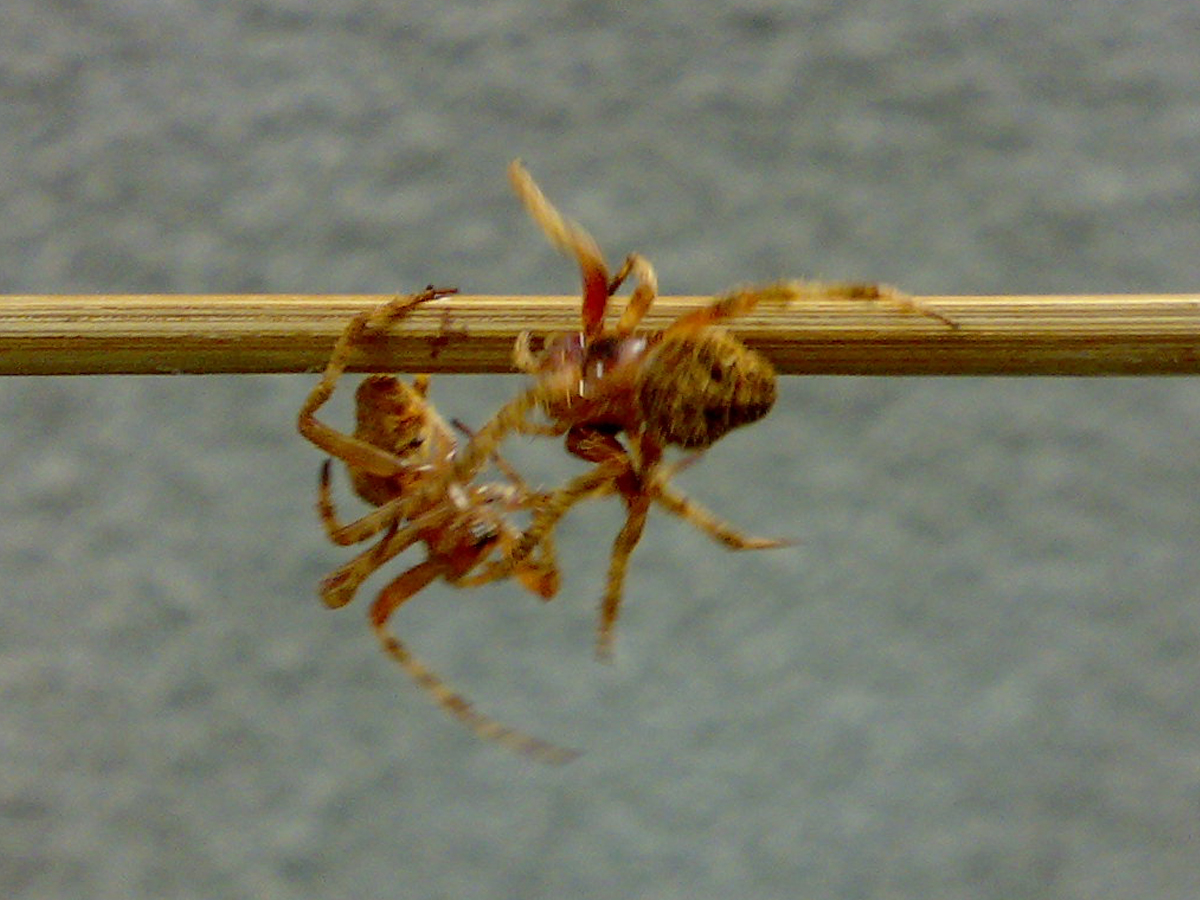
Hai con nhện đang đánh nhau

Chọi nhện hay đấu nhện là một môn chơi giải trí bằng cách cho hai con nhện đánh nhau để mua vui cho người xem. Chọi nhện là một thú vui đã có từ lâu đờI ở vùng Kajiki, phía Nam Nhật Bản và trẻ em Philippines (đặc biệt là các bé trai tuổi từ 8-12) cũng rất hứng thú với trò chọi nhện, trò chơi chọi nhện này còn khá thông dụng ở miền quê Việt Nam. 

## Nhện đấu
Tiêu chuẩn để chọn ra các chú nhện tiềm năng là: bụng lớn và chân trước dài. Đây là các tố chất cần có để chiến thắng đối thủ trong một trận đấu quyết liệt. Sau khi bắt được, các bé trai thường hay nhốt chúng vào các hộp nhỏ. Các em thường bắt đầu quá trình luyện tập gian khổ để đào tạo các chú nhện. Mỗi cậu bé đều có bí quyết riêng của mình. Có em thường thả nhện vào lúc bình minh để hưởng tinh túy đất trời nhằm tiếp thêm sinh lực cho chúng. Các chú nhện khác lại bị bỏ đói bởi theo quan niệm, những chú nhện no nê thường rất chậm chạp và không nhanh nhạy.

## Diễn biến
Võ đài thường một cái que gỗ tròn nằm ngang giữa không trung (ở Việt Nam người ta thường dùng hai que nhang), hai con nhện sẽ được thả tại hai góc đài, sau đó người ta xua chúng di chuyển về phía trước, đến khi giáp mặt nhau thì theo bản năng, chúng sẽ đánh nhau. Ngay khi vừa chạm mặt nhau, những chú nhện đã hăng hái vào cuộc. Chúng sẽ đánh nhau một cách khéo léo bằng những chiếc càng sắc nhọn, và những đôi chân nhanh nhẹn giúp chúng di chuyển vòng quanh cái que để tránh đòn. Trận đấu chỉ kết thúc khi một đấu sĩ dùng càng cắt đứt sợi dây để đối thủ của mình rơi xuống đất. 